# Cercle du Bas-Rhin-Westphalie
Ne doit pas être confondu avec Cercle du Haut-Rhin.

Une carte des cercles impériaux au début du XVIe siècle. Le cercle du bas-Rhin-Westphalie apparaît en rouge.

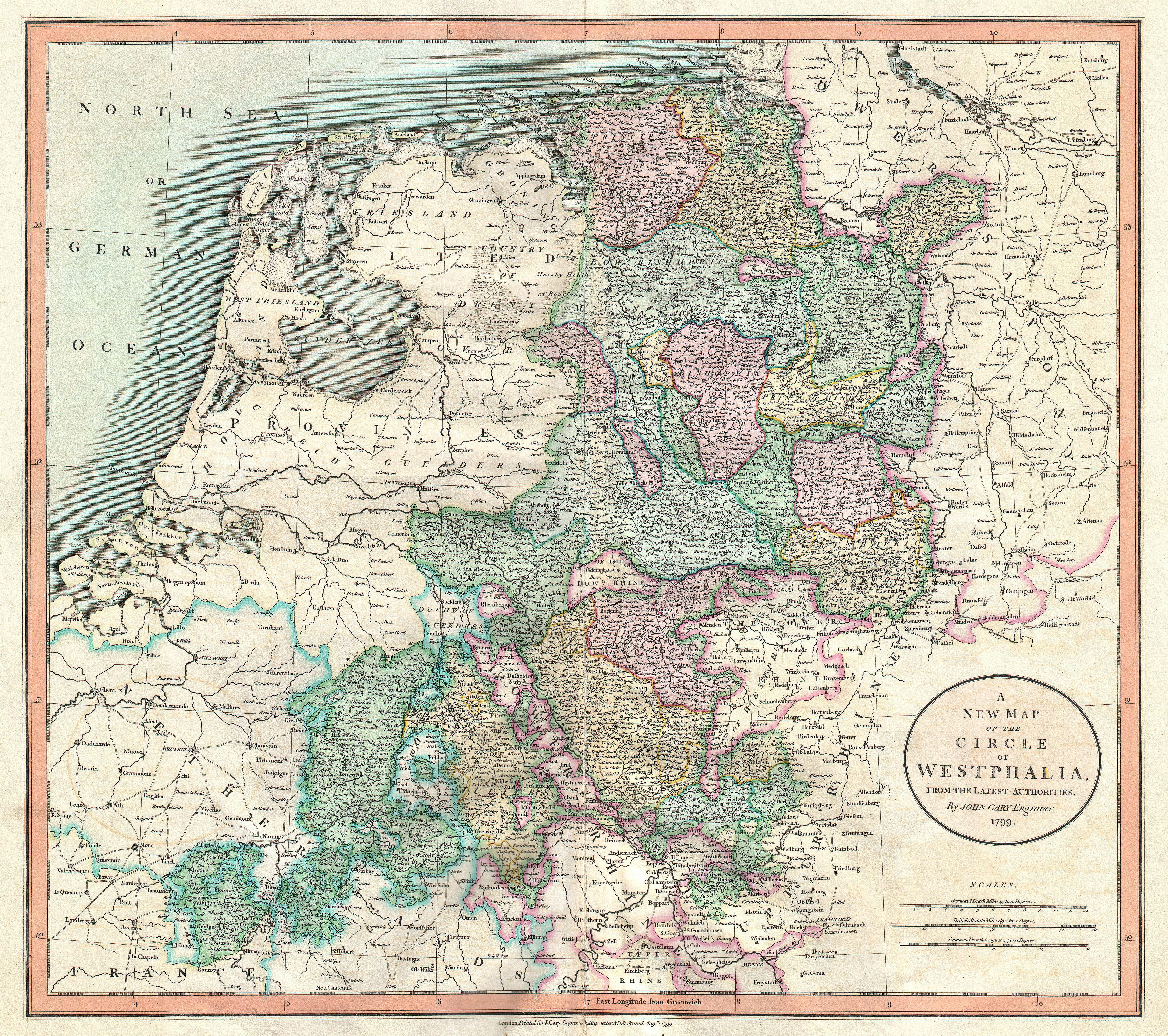
Le cercle du Bas-Rhin-Westphalie.

Le cercle du Bas-Rhin-Westphalie (en allemand, Niederrheinisch-Westfälischer Reichskreis) fut un cercle impérial du Saint-Empire romain germanique. Il fut fondé en 1500 et perdura jusqu'en 1806.

## Composition

### Principautés ecclésiastiques
| Blason                    | Nom                                | Notes |
| ------------------------- | ---------------------------------- | --- |
|                           | Archidiocèse de Cambrai            | Immédiateté accordée par l'empereur Henri II en 1007. Archevêché à partir de 1559. Annexé par la France en 1679 (traités de Nimègue).                                        |
|                           | Abbaye de Corvey                   | Fondée vers 820. |
|                           | Abbaye d'Echternach                | Fondée vers 698. Autonomie accordée par Pépin le Bref en 751. Annexée par la France en 1794.                                                                                 |
|                           | Abbaye d'Essen                     | Fondée vers 845. Autonomie accordée entre 874 et 947. Annexée par la Prusse en 1803 à la suite du recès d'Empire.                                                            |
|                           | Abbaye de Herford                  | Fondée en 789. Immédiateté accordée en 1147, confirmée par l'empereur Frédéric Barberousse en 1152.                                                                          |
|                           | Abbaye de Kornelimünster           | Fondée en 814. Autonomie accordée au IXe siècle. Annexée par la France en 1802 à la suite du recès d'Empire.                                                                 |
|                           | Principauté épiscopale de Liège    | Évêché fondé au IVe siècle. Immédiateté accordée par l'empereur Otton II en 980. Renversée par la révolution liégeoise en 1789, annexée par la France en 1792, puis en 1794. |
|                           | Principauté épiscopale de Minden   | Fondé en 803. Immédiateté accordée par l'empereur Frédéric Barberousse en 1180. Sécularisé en 1648, devient la principauté de Minden (au Brandebourg).                       |
|                           | Principauté épiscopale de Münster  | Fondé vers 795. Immédiateté accordée par l'empereur Frédéric Barberousse en 1180. Démembré en 1803 à la suite du recès d'Empire.                                             |
|                           | Principauté épiscopale d'Osnabrück | Évêché fondé vers 783. Immédiateté accordée par l'empereur Frédéric II en 1224. Annexée par l'électorat de Brunswick-Lunebourg en 1803 à la suite du recès d'Empire.         |
|                           | Principauté de Paderborn           | Évêché fondé en 799. Immédiateté accordée par l'empereur Rodolphe de Habsbourg en 1281. Annexée par la Prusse en 1803 à la suite du recès d'Empire.                          |
| Voir image et description | Principauté de Stavelot-Malmedy    | Abbayes de Malmedy et de Stavelot fondée vers 650. Annexée par la France en 1793.                                                                                            |
|                           | Abbaye de Thorn (de)               | Fondée au Xe siècle. Immédiateté accordée par le roi des Romains Adolphe de Nassau en 1292. Annexée par la France en 1794.                                                   |
|                           | Principauté d'Utrecht              | Créée au Xe siècle. Aux Pays-Bas des Habsbourg - et au cercle de Bourgogne - en 1528.                                                                                        |
|                           | Principauté épiscopale de Verden   | Évêché fondé vers 800. Immédiateté accordée par l'empereur Frédéric Barberousse en 1180. Sécularisé en 1648, devient la principauté de Verden (à la Suède).                  |
|                           | Abbaye de Werden                   | Fondée en 799. Obtient l'autonomie en 877. Annexée par la Prusse en 1803 à la suite du recès d'Empire.                                                                       |

### Principautés séculières
| Blason | Nom                                   | Notes |
| ------ | ------------------------------------- | --- |
|        | Seigneurie d'Anholt (en)              | Les princes de Salm en héritent en 1641. |
|        | Comté de Bentheim                     | Médiatisé en 1806, annexé par le duché de Berg et la Prusse. |
|        | Comté de Bentheim-Steinfurt (de)      | Médiatisé en 1806, annexé par la Prusse. |
|        | Duché de Berg                         | Duché depuis 1380. En union personnelle avec les duchés de Clèves et de Juliers de 1521 à 1614. Devient grand-duché de Berg en 1806.                                      |
|        | Comté de Blankenheim et Gerolstein    | |
|        | Duché de Clèves                       | Duché depuis 1417. En union personnelle avec les duchés de Berg et de Juliers de 1521 à 1614. Annexé par le Brandebourg en 1614 (traité de Xanten).                       |
|        | Comté de Delmenhorst                  | Au duché d'Oldenbourg en 1436 |
|        | Comté de Diepholz                     | Érection au XIe siècle. Au duché de Brunswick-Lunebourg en 1585. |
|        | Comté de Fagnolle                     | Baronnie élevée en comté en 1770. Intègre le cercle en 1787. Comté de Ligne en 1789. À la France en 1792.                                                                 |
|        | Comté de Frise orientale              | Devient une principauté en 1662. Les rois de Prusse en héritent en 1744.                                                                                                  |
|        | Seigneurie de Gemen (de)              | Aux comtes de Limburg Stirum depuis 1640. |
|        | Seigneurie de Gimborn                 | Devient un comté en 1682. Transfert depuis le cercle de Franconie en 1792. Annexé au grand-duché de Berg en 1806.                                                         |
|        | Comté de Gronsveld (de)               | Annexé par la France en 1794. |
|        | Comté de Hallermund (de)              | Immédiateté impériale en 1770. |
|        | Hesse-Cassel                          | Fondée en 1643. |
|        | Comté de Holzappel                    | Fondé en 1643, à la principauté d'Anhalt-Bernbourg en 1676. |
|        | Comté de Horn                         | Annexé par la principauté de Liège en 1568. |
|        | Comté de Hoya                         | Fondé en 1202, au Lunebourg en 1582. |
|        | Duché de Juliers                      | Duché depuis 1356. En union personnelle avec les duchés de Berg et de Clèves de 1521 à 1614. Annexé par la France en 1794.                                                |
|        | Comté de Kerpen et Lommersum (de)     | Immédiateté impériale en 1786. |
|        | Comté de Lingen                       | |
|        | Seigneurie de Lippe                   | Fondée en 1123, devient un comté en 1528, puis une principauté en 1789.                                                                                                   |
|        | Duché de Luxembourg                   | Au cercle de Bourgogne en 1512. |
|        | Comté de Manderscheid (de)            | Immédiateté impériale en 1457. Annexé par la France en 1794. |
|        | Comté de La Marck                     | Fondé en 1198, les ducs de Clèves en héritent en 1391. |
|        | Comté de Moers                        | Au royaume de Prusse en 1702 |
|        | Seigneurie de Myllendonk (en)         | Annexée par la France en 1794. |
|        | Comté de Nassau-Dillenbourg           | Fondé en 1303. Devient une principauté en 1654. Passe à la principauté d'Orange-Nassau en 1739.                                                                           |
|        | Comté de (Nassau-)Dietz               | Issu de l'ancien comté de Dietz, recréé en 1606. Devient une principauté en 1654. Hérite de la principauté d'Orange en 1702, la principauté prend le nom d'Orange-Nassau. |
|        | Comté de Nassau-Hadamar               | Issu du Nassau-Dillenbourg en 1606. Devient une principauté en 1650. Passe à la principauté d'Orange-Nassau en 1743.                                                      |
|        | Comté d'Oldenbourg                    | Devient un duché en 1774. |
|        | Comté de Pyrmont                      | Fondé en 1194. Au comté de Spiegelberg en 1494, au comté de Lippe en 1557, au comté de Gleichen en 1583, au comté de Waldeck en 1625.                                     |
|        | Comté de Ravensberg                   | Fondé au XIIe siècle. Au duché de Berg en 1346, au Brandebourg en 1614 (traité de Xanten).                                                                                |
|        | Seigneurie de Reckheim (de)           | Devient un comté en 1620. Annexé par la France en 1795. |
|        | Seigneurie de Reichenstein (de)       | |
|        | Comté de Rietberg                     | |
|        | Comté de Sayn                         | Fondé en 1139. Divisé en 1608 et en 1648. |
|        | Comté de Schaumbourg                  | Divisé en 1643 entre la principauté de Schaumbourg-Lippe et la Hesse-Cassel.                                                                                              |
|        | Principauté de Schaumbourg-Lippe      | Fondée en 1643. |
|        | Seigneurie de Schleiden (de)          | Comté en 1602. |
|        | Comté de Spiegelberg (de)             | |
|        | Comté de Tecklembourg                 | Fondé en 1277. Au Bentheim-Steinfurt en 1557. |
|        | Principauté de Verden                 | Fondé en 1648 par sécularisation de l'évêché de Verden et la médiatisation de la ville libre de Verden-sur-Aller.                                                         |
|        | Comté de Virnebourg et Beilstein (de) | Devient le comté de Beilstein en 1679, annexé par la France en 1801 (traité de Lunéville).                                                                                |
|        | Seigneurie de Wickrath (en)           | |
|        | Comté de Wied                         | Fondé en 1093, reformé en 1462. Divisé entre Wied-Dierdorf (1631), Wied-Neuwied et Wied-Runkel (1698).                                                                    |
|        | Seigneurie de Wittem                  | |

### Villes libres
| Blason | Nom             | Notes |
| ------ | --------------- | --- |
|        | Aix-la-Chapelle | Immédiateté accordée par l'empereur Frédéric Barberousse en 1166.                                             |
|        | Brakel          | |
|        | Cambrai         | Immédiateté accordée par l'empereur Maximilien Ier en 1510. Annexé par la France en 1679 (traité de Nimègue). |
|        | Cologne         | Immédiateté accordée par l'empereur Frédéric III en 1475.                                                     |
|        | Dortmund        | Immédiateté accordée par l'empereur Frédéric II en 1236.                                                      |
|        | Duisbourg       | Immédiateté accordée par l'empereur Frédéric II en 1236.                                                      |
|        | Düren           | Immédiateté en 1000.                                                                                          |
|        | Herford         | Au comté de Ravensberg en 1652.                                                                               |
|        | Lemgo           | |
|        | Soest           | |
|        | Verden          | À la principauté de Verden en 1648.                                                                           |
|        | Warburg         | |
|        | Wesel           | |